# Together (album, Golden Earring)
Together je osmé studiové album nizozemské hardrockové skupiny Golden Earring, vydané v roce 1972. Produkoval jej manažer kapely Fred Haayen, který práci zastával již od jejího prvního alba z roku 1965. První reedice na CD se album dočkalo v roce 1990. V roce 2020 vyšla limitovaná číslovaná reedice na žluto-zelené gramofonové desce ve vydavatelství Music on Vinyl. V následujícím roce vydala stejná společnost standardní edici na černé desce.

## Seznam skladeb
Všechny skladby napsal George Kooymans, pokud není uvedeno jinak.
| Pořadí         | Název                     | Autor          | Délka |
| -------------- | ------------------------- | -------------- | ----- |
| 1.             | All Day Watcher           |                | 4:49  |
| 2.             | Avalanche of Love         |                | 4:14  |
| 3.             | Cruisin' Southern Germany | Barry Hay      | 3:00  |
| 4.             | Brother Wind              |                | 7:54  |
| 5.             | Buddy Joe                 |                | 3:48  |
| 6.             | Jangalene                 |                | 5:08  |
| 7.             | From Heaven from Hell     |                | 6:06  |
| 8.             | Thousand Feet Below You   |                | 4:11  |
| Celková délka: | Celková délka:            | Celková délka: | 39:10 |

## Sestava

### Hudebníci
- Rinus Gerritsen – baskytara, klávesy
- Barry Hay – flétna, kytara, saxofon, zpěv
- George Kooymans – kytara, zpěv
- Cesar Zuiderwijk – bicí

### Produkce
- Fred Haayen – producent
- Frank Owen – inženýr
- Hans Brethouwer – mastering
- Frits Van Swoll – fotografie